# Kiebenhieberstraße (Stralsund)

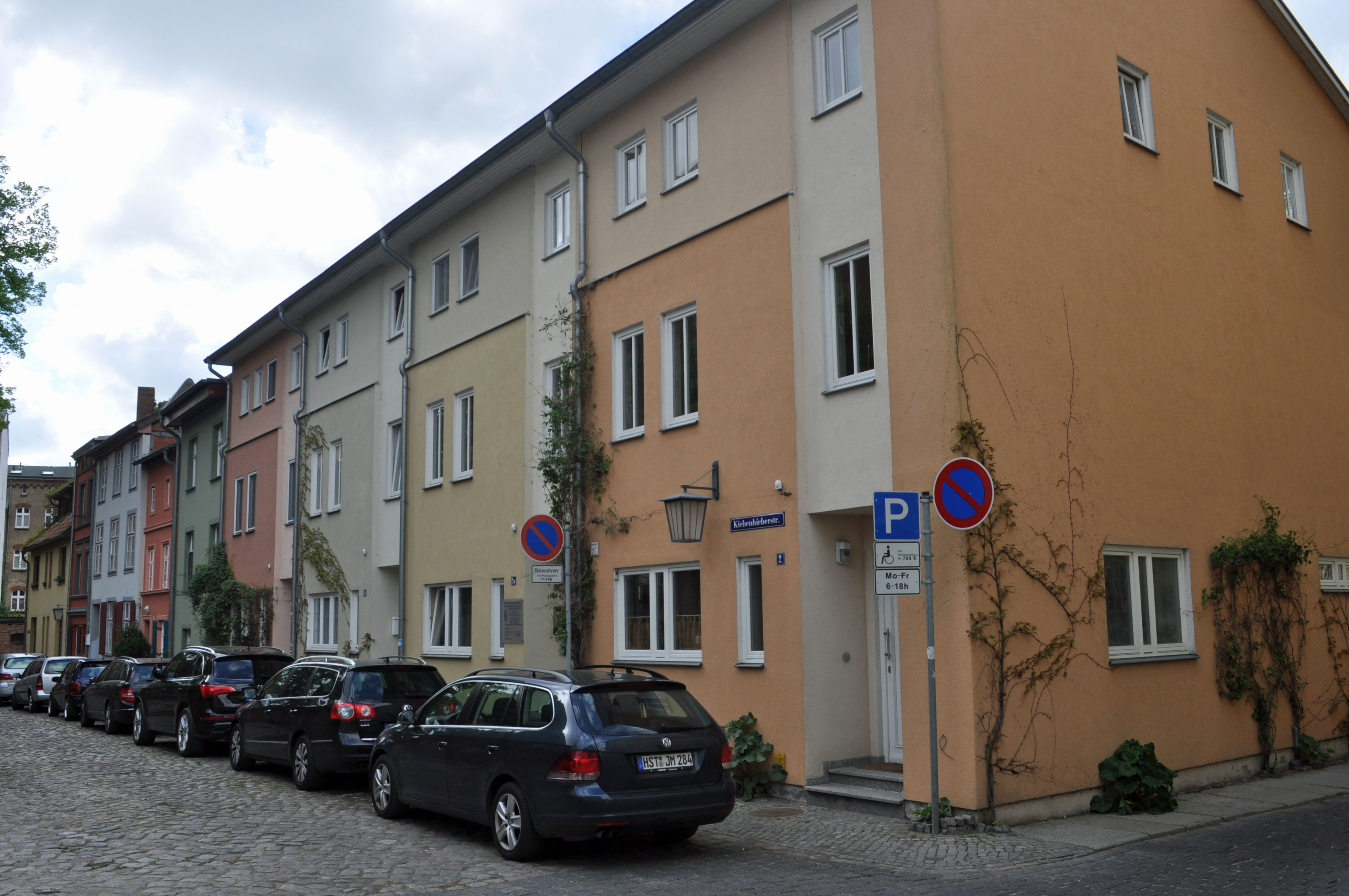
Blick in die Kiebenhieberstraße (2012)

Die Kiebenhieberstraße im Stadtgebiet Altstadt in Stralsund verbindet die Tribseer Straße mit der Marienstraße. Die Bleistraße kreuzt die Kiebenhieberstraße, die zum Kerngebiet des UNESCO-Welterbes Historische Altstädte Stralsund und Wismar gehört.
Die Straße trägt ihren Namen auf der gesamten heutigen Länge seit dem Jahr 1869. Bis dahin hieß nur der Abschnitt zwischen der Bleistraße und der Marienstraße so. Der Abschnitt zwischen der Tribseer Straße und der Bleistraße hieß Taschenmacherstraße, in Urkunden des 15. Jahrhunderts Taschenstraße.
Der Name Taschenstraße ist möglicherweise von hier arbeitenden Prostituierten, die als „Taschen“ bezeichnet wurden, zurückzuführen. Erst später wurde aus der Taschenstraße die Taschenmacherstraße, wobei in den städtischen Urkunden keine Hinweise auf hier ansässige Taschenmacher zu finden sind.
Der Name Kiebenhieberstraße weist auf streitsüchtige Einwohner hin, das mittelhochdeutsche Wort „kiben“ bedeutet in etwa „keifen“. Der Straßenname wird im Jahr 1402 erwähnt, im Jahr 1436 taucht er als Kyvenibbestrate auf. Der Bestandteil „kyven“ bedeutet streiten, der Bestandteil „nibbe“ Schnabel; eine Übertragung wäre daher in etwa Streitschnabelstraße. Die Schreibweise des Straßennamens änderte sich im Laufe der Zeit, so hieß die Straße im Jahr 1616 Kiffernibbenstrate, im Jahr 1687 Kiebenibberstraße. Im 18. Jahrhundert taucht die heutige Schreibweise in den Urkunden auf.
Von den Häusern entlang der Kiebenhieberstraße stehen zwei unter Denkmalschutz (siehe auch Liste der Baudenkmale in Stralsund), nämlich die Häuser Kiebenhieberstraße 4 und Kiebenhieberstraße 5.